# Teofilivka (Skomorohî), Ternopil
Teofilivka (în ucraineană Теофілівка) este un sat în comuna Skomorohî din raionul Ternopil, regiunea Ternopil, Ucraina.

## Demografie
Componența lingvistică a localității Teofilivka
     Ucraineană (100%)
Conform recensământului din 2001, toată populația localității Teofilivka era vorbitoare de ucraineană (100%).